# Santău, Satu Mare
Santău (în maghiară Tasnádszántó, colocvial Szántó) este satul de reședință al comunei cu același nume din județul Satu Mare, Transilvania, România.
Locuitorii comunei sunt români, maghiari și șvabi. Există documente de atestare din Evul Mediu (1213) sub denumirea Villa Santou. De acest centru de comună aparțin satele Chereușa și Sudurău, de asemenea cu vechi atestări. Numărul de locuitori este de 2542 conform recensământului din  anul 2011.
Ocupațiile de bază sunt agricultura și creșterea animalelor. Terenul arabil productiv este lucrat individual sau prin asociațiile agricole. În comună există trei biserici: ortodoxă, catolică și reformată.
Școala cu clasele I-VIII poartă numele „Leontin Sălăjan”.

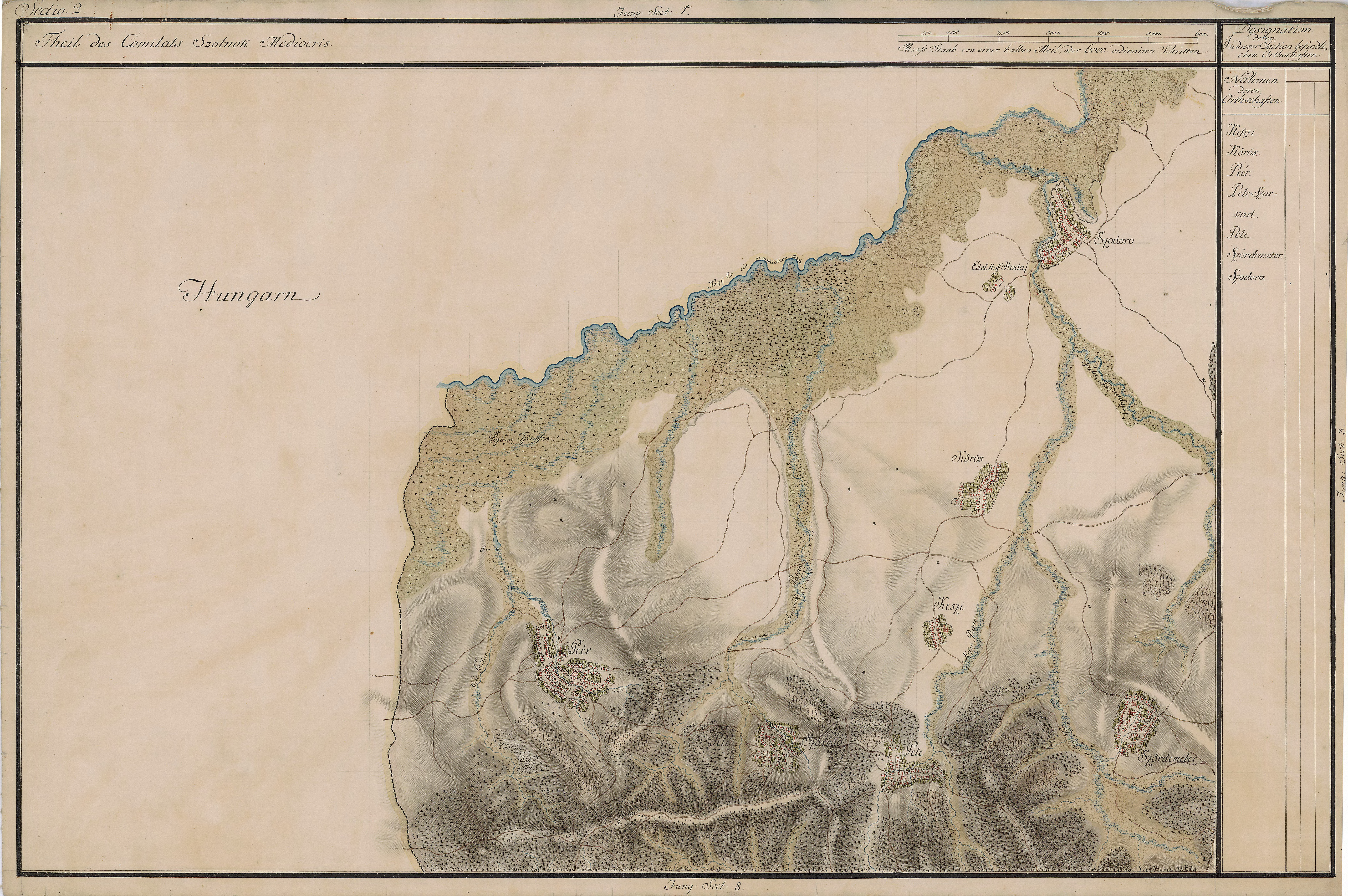
Santău în Harta Iosefină a Transilvaniei

## Personalități
- Gheorghe Chiș (1913–1981), matematician și astronom
- George Filep (1871–1944), deputat în Marea Adunare Națională de la Alba Iulia din 1918
- Leontin Sălăjan (1913–1966), general de armată și demnitar comunist, ministru al forțelor armate (1955–1966).